# Luis Hugo Apolo
Luis Hugo Apolo Tejedor (1930[cita requerida]-12 de abril de 2021) fue un agrónomo y político uruguayo perteneciente al Partido Nacional.
Fue intendente del departamento de Durazno en dos periodos: 1985-1990 y 1995-2000.
Falleció en 2021, víctima de COVID-19.